# Верх-Казанский сельсовет
Верх-Казанский сельсовет - сельское поселение в Большемуртинском районе Красноярского края.
Административный центр - село Верх-Казанка.

## Население
| 2010 | 2012 | 2013 | 2014 | 2015 | 2016 | 2017 |
| ---- | ---- | ---- | ---- | ---- | ---- | ---- |
| 782  | ↘769 | ↘757 | ↘755 | ↘743 | ↗747 | ↘732 |

## Состав сельского поселения
В состав сельского поселения входят 2 населённых пункта:
| № | Населённый пункт | Тип населённого пункта       | Население |
| - | ---------------- | ---------------------------- | --------- |
| 1 | Верх-Казанка     | село, административный центр | 609       |
| 2 | Казанка          | деревня                      | 173       |

## Местное самоуправление Верх-Казанский сельский Совет депутатов
Дата избрания: 14.03.2010. Срок полномочий: 5 лет. Количество депутатов: 7
Глава муниципального образования
- Бадртдинов Рашид Валиевич. Дата избрания: 14.03.2010. Срок полномочий: 5 лет
- Гадельшин Минвазих Исламович.  Дата избрания 14.09.2014. срок полномочий: 5 лет
- Гадельшин Минвазих Исламович. Дата избрания 14.03.2019. срок полномочий: 4 года